# Paříž–Nice 2022
80. ročník etapového cyklistického závodu Paříž–Nice se konal mezi 6. a 13. únorem 2022 ve Francii. Celkovým vítězem se stal Slovinec Primož Roglič z týmu Team Jumbo–Visma. Na druhém a třetím místě se umístili Brit Simon Yates (Team BikeExchange–Jayco) a Kolumbijec Daniel Felipe Martínez (Ineos Grenadiers). Závod byl součástí UCI World Tour 2022 na úrovni 2.UWT a byl čtvrtým závodem tohoto seriálu.

## Týmy
Závodu se zúčastnilo všech 18 UCI WorldTeamů a 4 UCI ProTeamy. Alpecin–Fenix a Arkéa–Samsic dostaly automatické pozvánky jako nejlepší UCI ProTeamy sezóny 2021, další 2 UCI ProTeamy, B&B Hotels–KTM a Team TotalEnergies, byly vybrány organizátory závodu, Amaury Sport Organisation. Všechny týmy přijely se sedmi jezdci, celkem se tak na start postavilo 154 závodníků. Peloton zasáhla vlna nemoci s příznaky podobnými chřipce, což vyústilo ve velký počet odstoupivších závodníků. Nikdo však nebyl pozitivně otestován na covid-19. Celkem 37 jezdců odstoupilo před startem nebo v průběhu poslední etapy, to však nijak neovlivnilo boj o celkové vítězství, neboť většina odstoupivších byla mimo boj o vysoké finální umístění. Ve výsledku dojelo do cíle v Nice pouze 59 závodníků, což byl nejnižší počet jezdců, kteří závod dokončili, od ročníku 1985.
UCI WorldTeamy
- AG2R Citroën Team
- Astana Qazaqstan Team
- Bora–Hansgrohe
- Cofidis
- EF Education–EasyPost
- Groupama–FDJ
- Ineos Grenadiers
- Intermarché–Wanty–Gobert Matériaux
- Israel–Premier Tech
- Lotto–Soudal
- Movistar Team
- Quick-Step–Alpha Vinyl
- Team Bahrain Victorious
- Team BikeExchange–Jayco
- Team DSM
- Team Jumbo–Visma
- Trek–Segafredo
- UAE Team Emirates

UCI ProTeamy
- Alpecin–Fenix
- Arkéa–Samsic
- B&B Hotels–KTM
- Team TotalEnergies

## Trasa a etapy
| Etapa         | Datum         | Trasa                                                | Vzdálenost | Typ       | Typ                  | Vítěz                    |
| ------------- | ------------- | ---------------------------------------------------- | ---------- | --------- | -------------------- | ------------------------ |
| 1             | 7. března     | Mantes-la-Ville – Mantes-la-Ville                    | 159,8 km   |           | Rovinatá etapa       | Christophe Laporte (FRA) |
| 2             | 8. března     | Auffargis – Orléans                                  | 159,2 km   |           | Rovinatá etapa       | Fabio Jakobsen (NED)     |
| 3             | 9. března     | Vierzon – Dun-le-Palestel                            | 190,8 km   |           | Zvlněná etapa        | Mads Pedersen (DEN)      |
| 4             | 10. března    | Domérat – Montluçon                                  | 13,4 km    |           | Individuální časovka | Wout van Aert (BEL)      |
| 5             | 11. března    | Saint-Just-Saint-Rambert – Saint-Sauveur-de-Montagut | 188,8 km   |           | Zvlněná etapa        | Brandon McNulty (USA)    |
| 6             | 12. března    | Courthézon – Aubagne                                 | 213,6 km   |           | Zvlněná etapa        | Mathieu Burgaudeau (FRA) |
| 7             | 13. března    | Nice – Col de Turini (La Bollène-Vésubie)            | 155,4 km   |           | Horská etapa         | Primož Roglič (SLO)      |
| 8             | 14. března    | Nice – Nice                                          | 115,6 km   |           | Zvlněná etapa        | Simon Yates (GBR)        |
| Celková délka | Celková délka | Celková délka                                        | 1196,6 km  | 1196,6 km | 1196,6 km            | 1196,6 km                |

## Průběžné pořadí
| Etapa          | Vítěz              | Celkové pořadí     | Bodovací soutěž    | Vrchařská soutěž | Soutěž mladých jezdců | Soutěž týmů        | Cena bojovnosti   |
| -------------- | ------------------ | ------------------ | ------------------ | ---------------- | --------------------- | ------------------ | ----------------- |
| 1              | Christophe Laporte | Christophe Laporte | Christophe Laporte | Matthew Holmes   | Biniam Ghirmay        | Team Jumbo–Visma   | Matthew Holmes    |
| 2              | Fabio Jakobsen     | Christophe Laporte | Christophe Laporte | Matthew Holmes   | Stan Dewulf           | Team Jumbo–Visma   | Philippe Gilbert  |
| 3              | Mads Pedersen      | Christophe Laporte | Wout van Aert      | Matthew Holmes   | Stan Dewulf           | Team Jumbo–Visma   | Alexis Gougeard   |
| 4              | Wout van Aert      | Wout van Aert      | Wout van Aert      | Matthew Holmes   | Stefan Bissegger      | Team Jumbo–Visma   | neuděleno         |
| 5              | Brandon McNulty    | Primož Roglič      | Wout van Aert      | Valentin Madouas | Matteo Jorgenson      | UAE Team Emirates  | Brandon McNulty   |
| 6              | Mathieu Burgaudeau | Primož Roglič      | Wout van Aert      | Valentin Madouas | Matteo Jorgenson      | Team TotalEnergies | Victor Koretzky   |
| 7              | Primož Roglič      | Primož Roglič      | Wout van Aert      | Valentin Madouas | João Almeida          | UAE Team Emirates  | Gregor Mühlberger |
| 8              | Simon Yates        | Primož Roglič      | Wout van Aert      | Valentin Madouas | João Almeida          | UAE Team Emirates  | Simon Yates       |
| Konečné pořadí | Konečné pořadí     | Primož Roglič      | Wout Van Aert      | Valentin Madouas | João Almeida          | UAE Team Emirates  | neuděleno         |

- Ve 2. etapě nosil Primož Roglič, jenž byl druhý v bodovací soutěži, zelený dres, protože lídr této klasifikace Christophe Laporte nosil žlutý dres vedoucího závodníka celkového pořadí. Ze stejného důvodu nosil Fabio Jakobsen zelený dres ve 3. etapě.
- V 5. etapě nosil Mads Pedersen, jenž byl druhý v bodovací soutěži, zelený dres, protože lídr této klasifikace Wout van Aert nosil žlutý dres vedoucího závodníka celkového pořadí.

## Konečné pořadí
| Legenda | Legenda                          | Legenda | Legenda                               |
| ------- | -------------------------------- | ------- | ------------------------------------- |
|         | Označuje lídra celkového pořadí  |         | Označuje lídra soutěže mladých jezdců |
|         | Označuje lídra bodovací soutěže  |         | Označuje lídra soutěže týmů           |
|         | Označuje lídra vrchařské soutěže |         | Označuje vítěze ceny bojovnosti       |

### Celkové pořadí
| Pořadí | Jezdec                       | Tým                     | Čas         |
| ------ | ---------------------------- | ----------------------- | ----------- |
| 1      | Primož Roglič (SLO)          | Team Jumbo–Visma        | 29h 19' 15" |
| 2      | Simon Yates (GBR)            | Team BikeExchange–Jayco | + 29"       |
| 3      | Daniel Martínez (COL)        | Ineos Grenadiers        | + 2' 37"    |
| 4      | Adam Yates (GBR)             | Ineos Grenadiers        | + 3' 29"    |
| 5      | Nairo Quintana (COL)         | Arkéa–Samsic            | + 3' 43"    |
| 6      | Jack Haig (AUS)              | Team Bahrain Victorious | + 3' 51"    |
| 7      | Jon Izagirre (ESP)           | Cofidis                 | + 4' 52"    |
| 8      | João Almeida (POR)           | UAE Team Emirates       | + 5' 43"    |
| 9      | Guillaume Martin (FRA)       | Cofidis                 | + 5' 48"    |
| 10     | Aurélien Paret-Peintre (FRA) | AG2R Citroën Team       | + 6' 32"    |

### Bodovací soutěž
| Pořadí | Jezdec                   | Tým                     | Body |
| ------ | ------------------------ | ----------------------- | ---- |
| 1      | Wout van Aert (BEL)      | Team Jumbo–Visma        | 72   |
| 2      | Primož Roglič (SLO)      | Team Jumbo–Visma        | 50   |
| 3      | Mads Pedersen (DEN)      | Trek–Segafredo          | 44   |
| 4      | Simon Yates (GBR)        | Team BikeExchange–Jayco | 33   |
| 5      | Brandon McNulty (USA)    | UAE Team Emirates       | 31   |
| 6      | Mathieu Burgaudeau (FRA) | Team TotalEnergies      | 18   |
| 7      | Pierre Latour (FRA)      | Team TotalEnergies      | 16   |
| 8      | Franck Bonnamour (FRA)   | B&B Hotels–KTM          | 16   |
| 9      | Daniel Martínez (COL)    | Ineos Grenadiers        | 15   |
| 10     | Stefan Küng (SUI)        | Groupama–FDJ            | 12   |

### Vrchařská soutěž
| Pořadí | Jezdec                   | Tým                     | Body |
| ------ | ------------------------ | ----------------------- | ---- |
| 1      | Valentin Madouas (FRA)   | Groupama–FDJ            | 44   |
| 2      | Wout van Aert (BEL)      | Team Jumbo–Visma        | 24   |
| 3      | Primož Roglič (SLO)      | Team Jumbo–Visma        | 22   |
| 4      | Simon Yates (GBR)        | Team BikeExchange–Jayco | 14   |
| 5      | Quentin Pacher (FRA)     | Groupama–FDJ            | 13   |
| 6      | Brandon McNulty (USA)    | UAE Team Emirates       | 12   |
| 7      | Daniel Martínez (COL)    | Ineos Grenadiers        | 11   |
| 8      | Victor Koretzky (FRA)    | B&B Hotels–KTM          | 9    |
| 9      | Owain Doull (GBR)        | EF Education–EasyPost   | 7    |
| 10     | Mathieu Burgaudeau (FRA) | Team TotalEnergies      | 6    |

### Soutěž mladých jezdců
| Pořadí | Jezdec                   | Tým                                | Čas          |
| ------ | ------------------------ | ---------------------------------- | ------------ |
| 1      | João Almeida (POR)       | UAE Team Emirates                  | 29h 24' 58"  |
| 2      | Andreas Leknessund (NOR) | Team DSM                           | + 2' 30"     |
| 3      | Brandon McNulty (USA)    | UAE Team Emirates                  | + 4' 22"     |
| 4      | Mauri Vansevenant (BEL)  | Quick-Step–Alpha Vinyl             | + 17' 08"    |
| 5      | Georg Zimmermann (GER)   | Intermarché–Wanty–Gobert Matériaux | + 20' 45"    |
| 6      | Fred Wright (GBR)        | Team Bahrain Victorious            | + 28' 09"    |
| 7      | Mathieu Burgaudeau (FRA) | Team TotalEnergies                 | + 30' 05"    |
| 8      | Finn Fisher-Black (NZL)  | UAE Team Emirates                  | + 41' 50"    |
| 9      | Ethan Hayter (GBR)       | Ineos Grenadiers                   | + 52' 57"    |
| 10     | Tobias Bayer (AUT)       | Alpecin–Fenix                      | + 1h 02' 59" |

### Soutěž týmů
| Pořadí | Tým                     | Čas         |
| ------ | ----------------------- | ----------- |
| 1      | UAE Team Emirates       | 88h 19' 56" |
| 2      | Ineos Grenadiers        | + 7' 32"    |
| 3      | Team Jumbo–Visma        | + 13' 10"   |
| 4      | Team Bahrain Victorious | + 20' 33"   |
| 5      | Trek–Segafredo          | + 37' 31"   |
| 6      | Team TotalEnergies      | + 38' 40"   |
| 7      | Movistar Team           | + 44' 16"   |
| 8      | Arkéa–Samsic            | + 49' 51"   |
| 9      | Team DSM                | + 50' 24"   |
| 10     | Groupama–FDJ            | + 53' 50"   |